# 石巻駅
石巻駅（いしのまきえき）は、宮城県石巻市鋳銭場（いせんば）にある、東日本旅客鉄道（JR東日本）の駅である。石巻線（所属線）と仙石線が乗り入れており、仙石線は当駅が終点となっている。運転系統上は、両路線および仙石東北ラインの3系統が乗り入れる。

## 歴史

### 二つの石巻駅舎

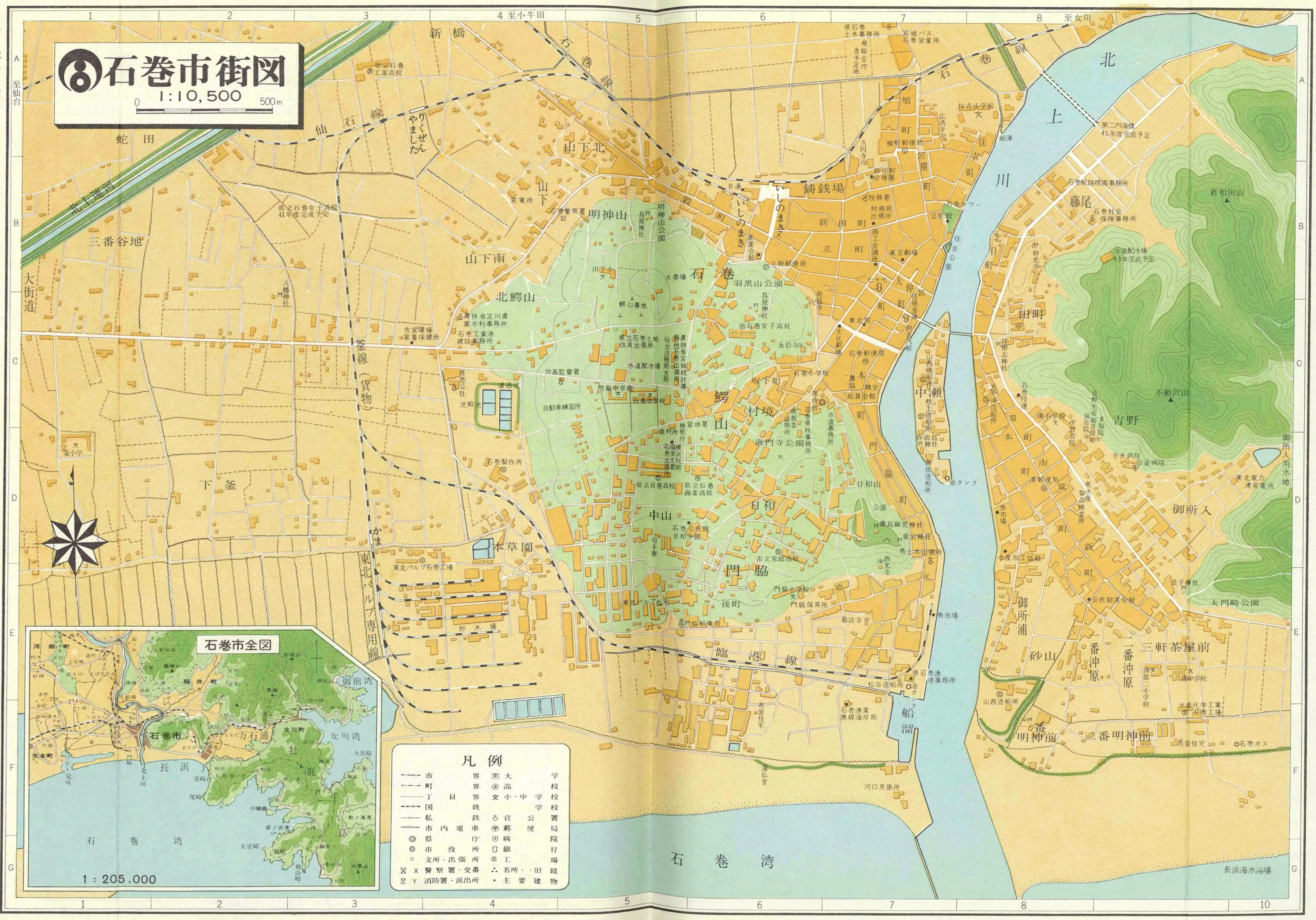
石巻市 1966年の地図。石巻駅舎は二つあった。

1892年（明治25年）の鉄道敷設法において「宮城県下仙台ヨリ山形県下天童若ハ宮城県下石ノ巻ヨリ小牛田ヲ経テ山形県下舟形町ニ至ル鉄道」が規定され、石巻に鉄道を敷設することが法律で示されたものの着工はされず、また2度の私設鉄道が計画されたものの実現には至らず、石巻における鉄道敷設は困難が続いた。実業家で貴族院議員だった荒井泰治が中心となって設立した仙北軽便鉄道株式会社が、土地の無償提供や寄付などを受けて、1912年（大正元年）に石巻と小牛田を結ぶ路線をようやく開通させ、ここに石巻駅が誕生した。この仙北軽便鉄道は後に国有化され、軌道幅を広げて石巻線となり、女川まで延伸される。一方、宮城電気鉄道が仙台から線路を順次延伸させ、1928年（昭和3年）に石巻まで開通した。
宮城電気鉄道も太平洋戦争中に戦時買収によって国有化され仙石線となるが、このような経緯から、同じ国鉄の駅でありながら、石巻線と仙石線で駅舎が別々に分かれているという形態になった。このため、石巻線と仙石線を乗り継ぐ乗客は一度駅の改札を出る必要があった。地元では仙石線の駅を「電車駅（または電車口）」、石巻線の駅を「汽車駅（または汽車口）」と呼んで区別していた。駅長室やみどりの窓口は石巻線側の駅舎にあった。国鉄において、このような形態の駅は当駅のほかに、尼崎駅（東海道本線・福知山線と福知山線尼崎港支線）、浜川崎駅（南武線と鶴見線）、宇美駅（香椎線と勝田線）の3つが存在した。
二つの駅舎を統合するという構想は1940年代後半から存在した。1950年（昭和25年）に石巻市が描いた都市計画では、当駅を北方に100メートルほど移動させ、駅舎を統合することが考えられていた。このころは、後の気仙沼線に当たる三陸縦貫鉄道の建設が気仙沼付近で中断している状態であり、この駅の改造計画は三陸縦貫鉄道の乗り入れも想定したものだった。三陸縦貫鉄道の工事が前谷地から始まった後、石巻市は当駅と柳津を結ぶ鉄道路線の建設を国に働きかけたが、この構想はほとんど顧みられず、駅舎の移動、統合計画も立ち消えた。

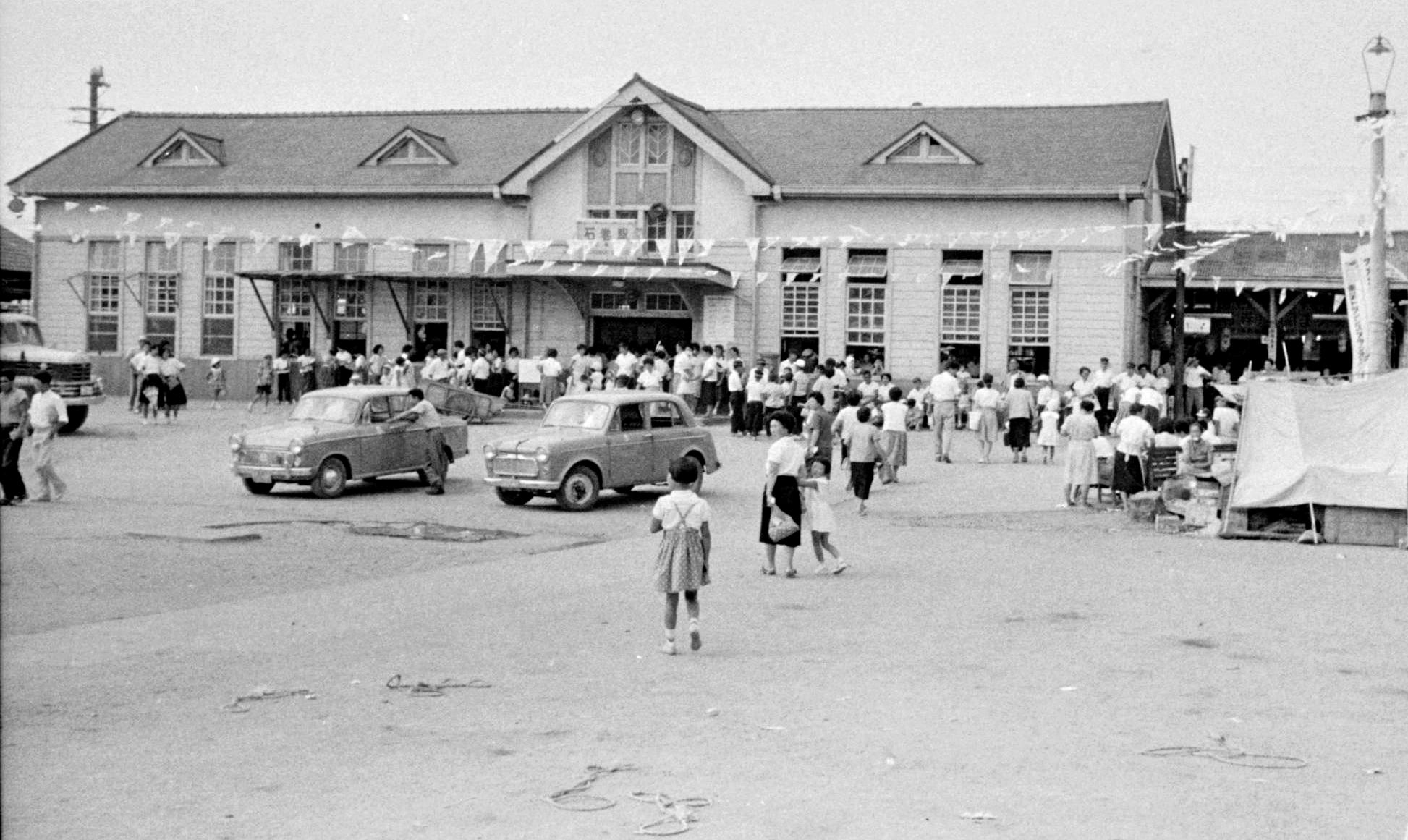
石巻川開き祭りの日の石巻線用駅舎（1964年）
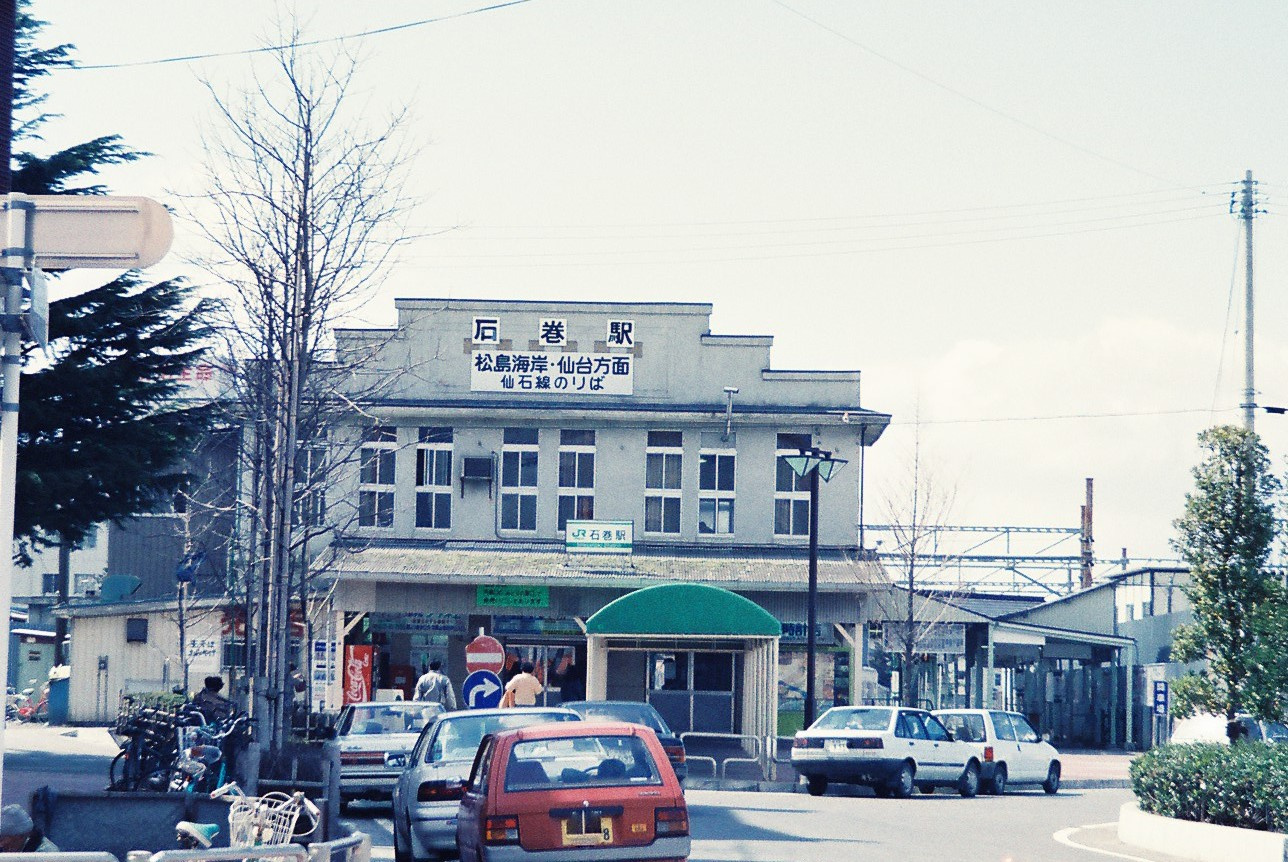
仙石線用駅舎（1990年）

### 駅舎統合へ
1978年（昭和53年）には当駅付近を高架化して駅舎を統合する構想が持ち上がったが、財源の問題や地権処理の困難さからこれも実現の見通しは立たなかった。高架化は保留され、石巻線の駅を基盤として仙石線を移設することが決まり、民営化後の1989年（平成元年）から工事が始まった。石巻線の駅舎だった建物は向かって左側に大きく拡張され、翌年1990年（平成2年）7月21日に石巻線と仙石線の統合駅舎が完成した。当日はセレモニーが行われて新しい駅舎が祝われる一方、かつての仙石線の駅舎は取り壊されることになった。また、駅の整備に前後して、駐車場や駐輪場、駅を縦断する南北自由通路が設置された。
2002年（平成14年）に、当駅は「南三陸金華山国定公園の玄関口」として、東北の駅百選に選定された。

### 年表
- 1912年（大正元年）10月28日：仙北軽便鉄道線（現在の石巻線）の石巻駅として開業[2]。
- 1919年（大正8年）4月1日：仙北軽便鉄道が国有化し、国有鉄道の駅となる[2]。
- 1928年（昭和3年）11月22日：宮城電気鉄道線（現在の仙石線）の石巻駅が開業[12]。
- 1932年（昭和7年）1月8日：宮城電気鉄道線の石巻駅が宮電石巻駅に改称（届出）。
- 1944年（昭和19年）5月1日：宮城電気鉄道が国鉄に戦時買収され、宮電石巻駅を石巻駅に統合[12]。ただし、駅舎は分かれたままであった。
- 1971年（昭和46年）11月30日：貨物の取り扱いを廃止[2]。自動券売機を設置[13]。
- 1973年（昭和48年）7月：みどりの窓口を設置。
- 1985年（昭和60年）3月14日：荷物の扱いを廃止[2]。
- 1987年（昭和62年）4月1日：国鉄分割民営化により、東日本旅客鉄道（JR東日本）の駅となる[2]。
- 1990年（平成2年）7月21日：当駅の駅舎を石巻線側に一本化[2][9][12]。
- 2003年（平成15年）
  - 7月17日：自動改札機を設置。
  - 10月26日：ICカード「Suica」の利用が可能となる（仙石線のみ）[報道 1]。
- 2008年（平成20年）
  - 2月16日：有人改札・みどりの窓口・びゅうプラザのカウンター化などのリニューアル工事を実施[14][15]。同時にNewDaysを移転。
  - 9月12日：指定席券売機を導入。
- 2011年（平成23年）
  - 3月11日：東日本大震災により営業を休止。津波による旧北上川の氾濫のため、駅および駅周辺一時水没。
  - 4月5日：仙石線の代行バスが当駅 - 東北本線・松島駅間で、石巻線の代行バスが当駅 - 小牛田駅間でそれぞれ運行を開始。
  - 4月17日：石巻線・小牛田駅 - 前谷地駅間の復旧に伴い、石巻線のバス代行区間を当駅 - 涌谷駅間に変更。
  - 4月19日：仙石線・小鶴新田駅 - 東塩釜駅間の復旧に伴い、仙石線のバス代行区間を当駅 - 東塩釜駅間に変更。
  - 4月21日：当駅 - 女川駅間にも石巻線の代行バスの運転を開始。
  - 4月29日：気仙沼線・前谷地駅 - 柳津駅の復旧に伴い、石巻線の代行バス区間を前谷地駅 - 当駅 - 女川駅間に整理。
  - 5月19日：石巻線・前谷地駅 - 当駅間の復旧に伴い、石巻線の営業を再開[16]。石巻線の代行バスの区間を当駅 - 女川駅間に変更[17]。当駅の信号設備が使えないため、鹿又駅 - 当駅間でスタフ閉塞式を実施（当駅は棒線駅扱い）。
  - 5月28日：仙石線・東塩釜駅 - 高城町駅間の復旧に伴い、仙石線の代行バス区間を当駅 - 松島海岸駅間に変更。
  - 7月16日：仙石線・矢本駅 - 当駅間の復旧に伴い、仙石線も営業を再開[18][新聞 1]。同区間の信号設備が復旧していないため、スタフ閉塞式を施行（当駅は棒線駅扱い、2番線のみ使用）。仙石線の代行バスの区間を松島海岸駅 - 矢本駅間に変更[19]。
  - 10月15日：当駅構内の信号設備が復旧。仙石線のスタフ閉塞式は継続し、当駅でも運転扱いを行う（1番線の使用再開）。
  - 12月1日：当駅発仙台行きの直通快速列車が石巻線・東北本線経由で平日のみ朝1本運転開始。仙石線経由の定期券や乗車券が利用できる。仙台駅直通かつ途中駅全駅通過のため、仙石線列車代行バス乗り継ぎよりも30分程度短縮となった。
- 2012年（平成24年）
  - 1月10日：平日夜の仙台発当駅止まりの直通快速列車が運行を開始。
  - 3月17日：石巻線が当駅 - 渡波駅間で運転を再開[20][新聞 2]。代行バスの区間を渡波駅 - 女川駅間に短縮。仙台駅 - 当駅間の直通快速列車が毎日運行開始。
  - 9月29日：仙石線が当駅 - 陸前山下駅間での自動閉塞式（特殊）の使用を再開。当駅におけるスタフ閉塞式の取り扱いが終了する。
- 2015年（平成27年）
  - 5月29日：仙台駅 - 当駅間の直通快速が運行を終了[報道 2]。
  - 5月30日：仙石線が全線で営業を再開。同時に仙石東北ラインが開業し、その終着駅となる[報道 2]。
  - 10月1日：矢本駅の業務委託化に伴い、陸前大塚駅 - 陸前赤井駅間が当駅管理となる。
- 2016年（平成28年）8月6日：当駅を介して仙石東北ラインの列車1往復が石巻線女川方面へ乗り入れを開始[報道 3]。
- 2018年（平成30年）5月11日：びゅうプラザの営業を終了[新聞 3]。
- 2024年（令和6年）10月1日：えきねっとQチケのサービスを開始[1][報道 4]。

## 駅構造
2面5線のホームを有する地上駅である。小牛田統括センターの直営駅（駅長・副長配置）である。管理駅として、仙石線の陸前大塚駅 - 陸前山下駅間の各駅、石巻線の陸前稲井駅 - 女川駅間の各駅を管理している。
みどりの窓口、自動券売機、指定席券売機、自動改札機（Suica、えきねっとQチケ対応）、自動精算機、NewDays（東北総合サービス運営）がある。窓口カウンター化工事が行われ、有人改札、みどりの窓口、びゅうプラザ（現在は閉店）が一体化された。指定席券売機はSuicaなどICカードの残高を利用しての乗車券類の購入に対応している（定期券を除く）。
駅構内の施設は、2000年ごろまで駅の東側に蕎麦店が営業していたが、現在はない。2003年（平成15年）より石巻市発祥のコーヒーショップを運営している珈琲工房いしかわが、NeｗDaysの西側にマンガッタンカフェえきを運営していたが、2022年（令和4年）8月末で閉店となった。その後、2023年（令和5年）11月にマンガッタンカフェ跡地に石巻市東部にある牡鹿半島で水揚げされる海産物を使ったおでんやタコスをメインにした立ち飲みのスタンドのReborn-Art STANDがオープンした。店内に通り抜け防止の仕切りを設け、駅舎外と改札内の両方から入店可能の構造である。
駅舎に面した単式ホーム（3番線）と、その北側にある島式ホーム1面2線（4・5番線）を、石巻線の列車が使用する。2つのホームはエレベーター付きの跨線橋で連絡している。
単式ホームの西側は南北が各1線ぶんずつ切り欠かれており、仙石線はこの切欠きホーム2線（1・2番線）を使用する。2番線の南側にはホームのない側線1線があり、これら3線は直流電化されている。
先述のとおり、かつては仙石線の駅が石巻線の駅と別になっており、仙石線のりばは現在よりも陸前山下駅寄りに頭端式ホーム2面2線を有していた。
小牛田駅と石巻港駅を結ぶ貨物列車が当駅で方向転換のため機回しを行う。入換時の機関車の操車業務は日本貨物鉄道（JR貨物）グループのジェイアール貨物・東北ロジスティクスが受託している。5番線の北側には、ホームのない側線1線と機回し線1線がある。入換作業はこの2線ならびに4・5番線で行っている。
仙石線ホームには発車メロディがある。平日と休日でメロディが異なるのが特徴で、曲名は平日が「A Sea Bird」休日が「Sea Green」である。また、後者は音源にウミネコの鳴き声が入っている。この曲は石巻市出身の作曲家・大阪音楽大学教授、副学長である和泉耕二の作曲である。なお、石巻線ホームはメロディではなくベルである。
構内に乗務員宿泊所を併設している。
夜間滞泊は、仙石線普通列車が3本、仙石東北ライン快速列車が1本、石巻線普通列車が1本設定されている。

### のりば
| 番線    | 路線            | 方向 | 行先                         | 備考                                |
| ------- | --------------- | ---- | ---------------------------- | ----------------------------------- |
| 1       | ■仙石東北ライン | 上り | 高城町・塩釜・仙台方面       | 女川始発は3番線                     |
| 2       | ■仙石線         | 上り | 松島海岸・仙台・あおば通方面 | 一部1番線                           |
| 3・4・5 | ■石巻線         | 上り | 小牛田方面                   | 主に3番線                           |
| 3・4・5 | ■石巻線         | 下り | 女川方面                     | 仙石東北ラインの快速女川行きは3番線 |

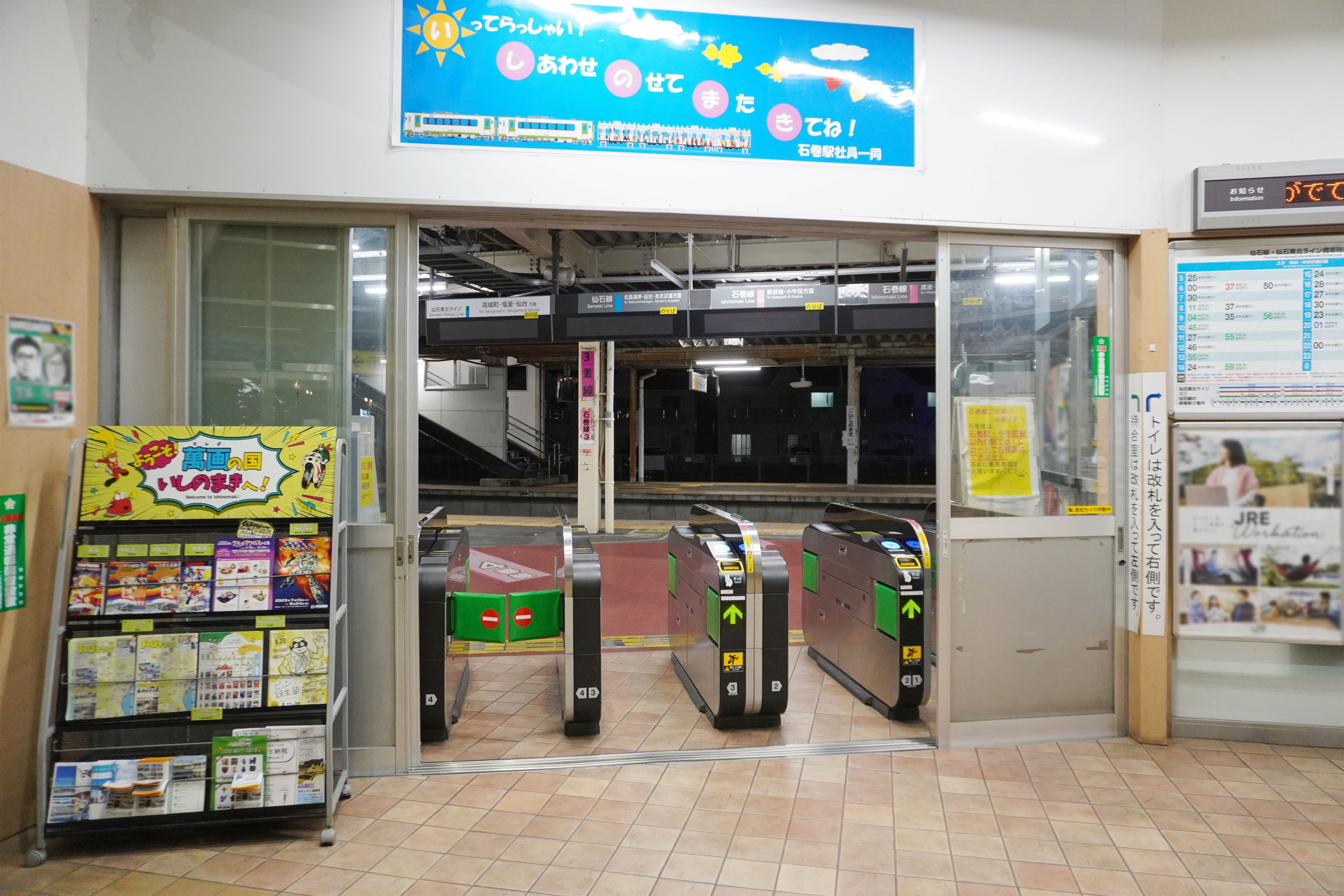
改札口（2023年7月）
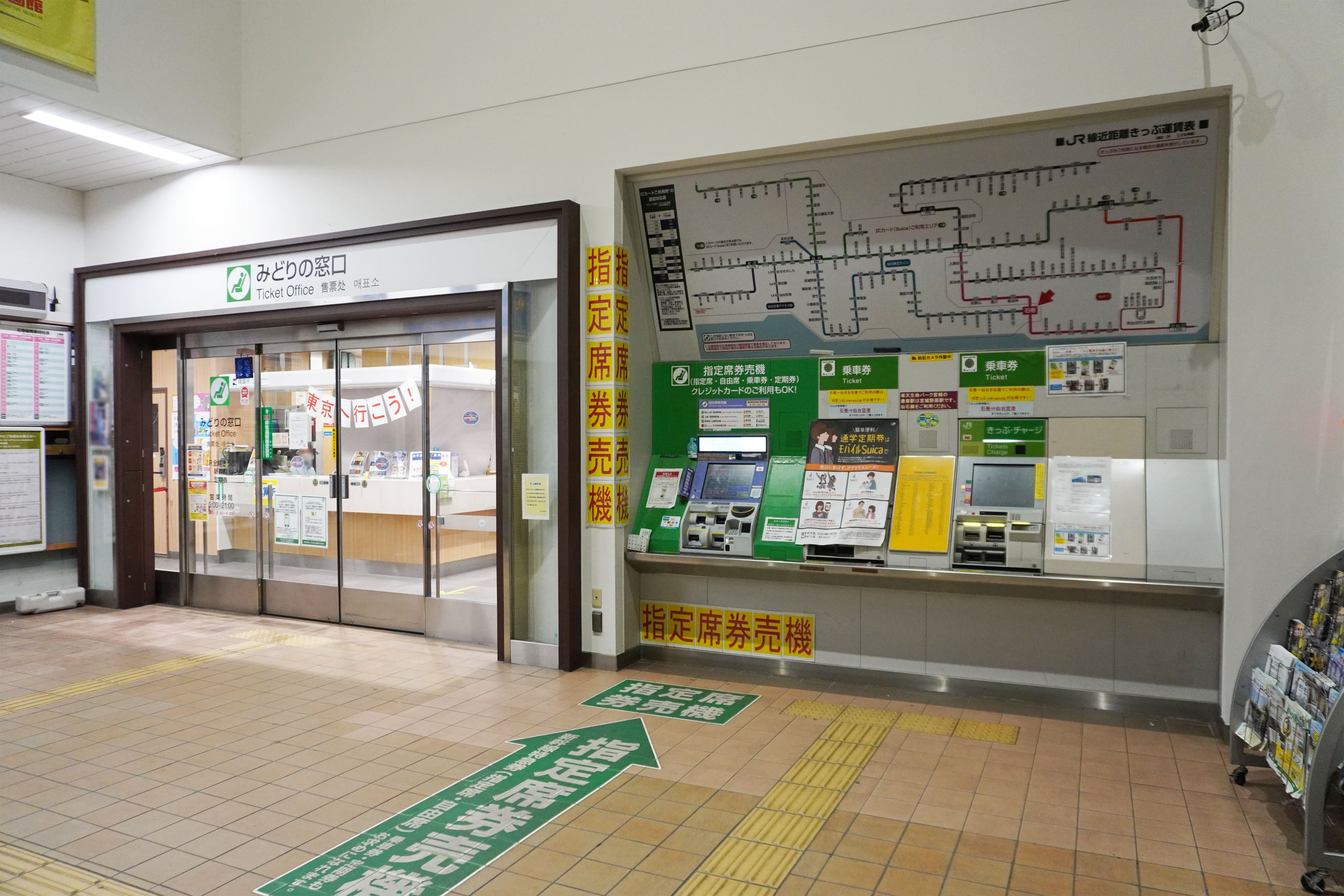
切符売り場（2023年7月）
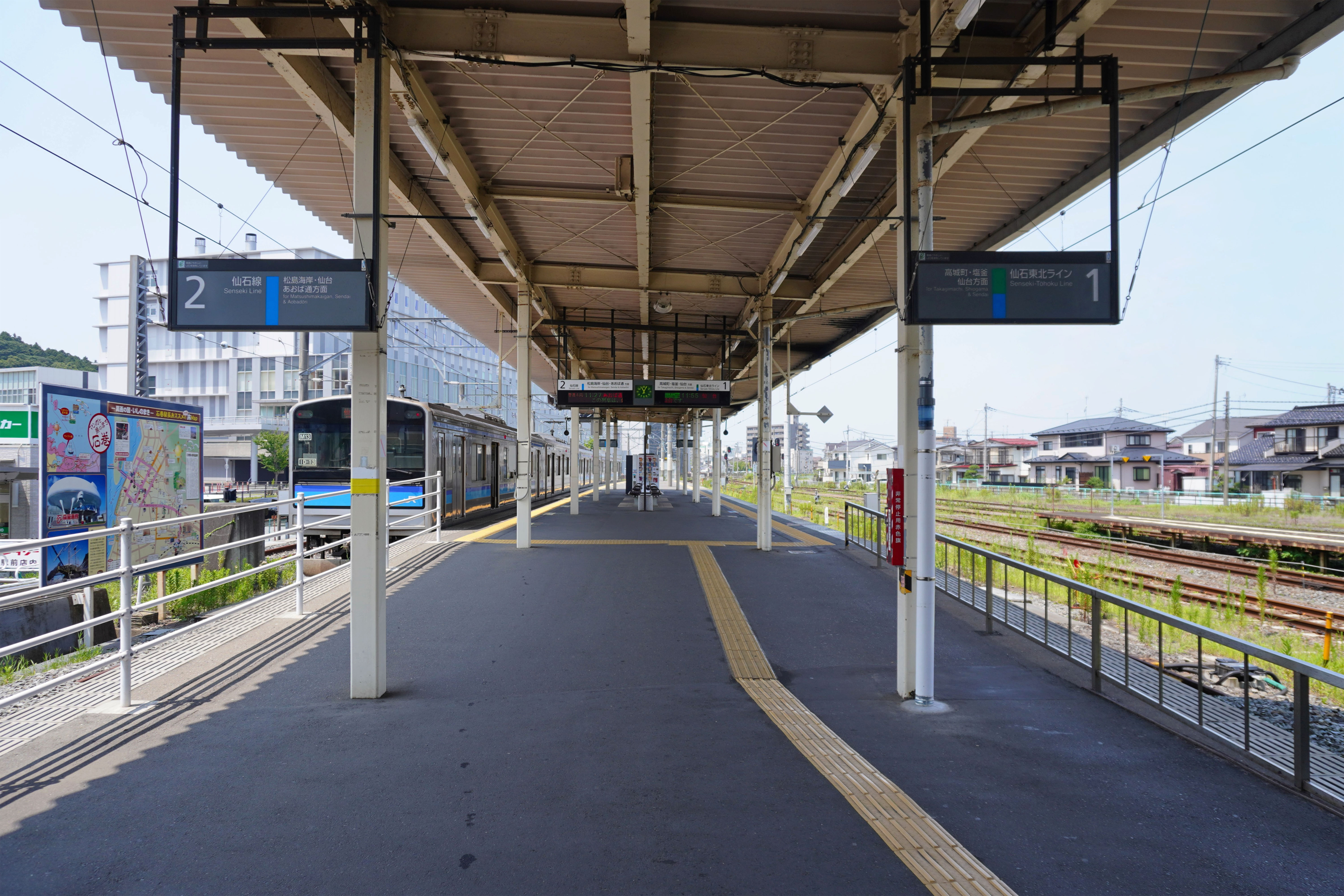
1・2番線ホーム（2023年7月）
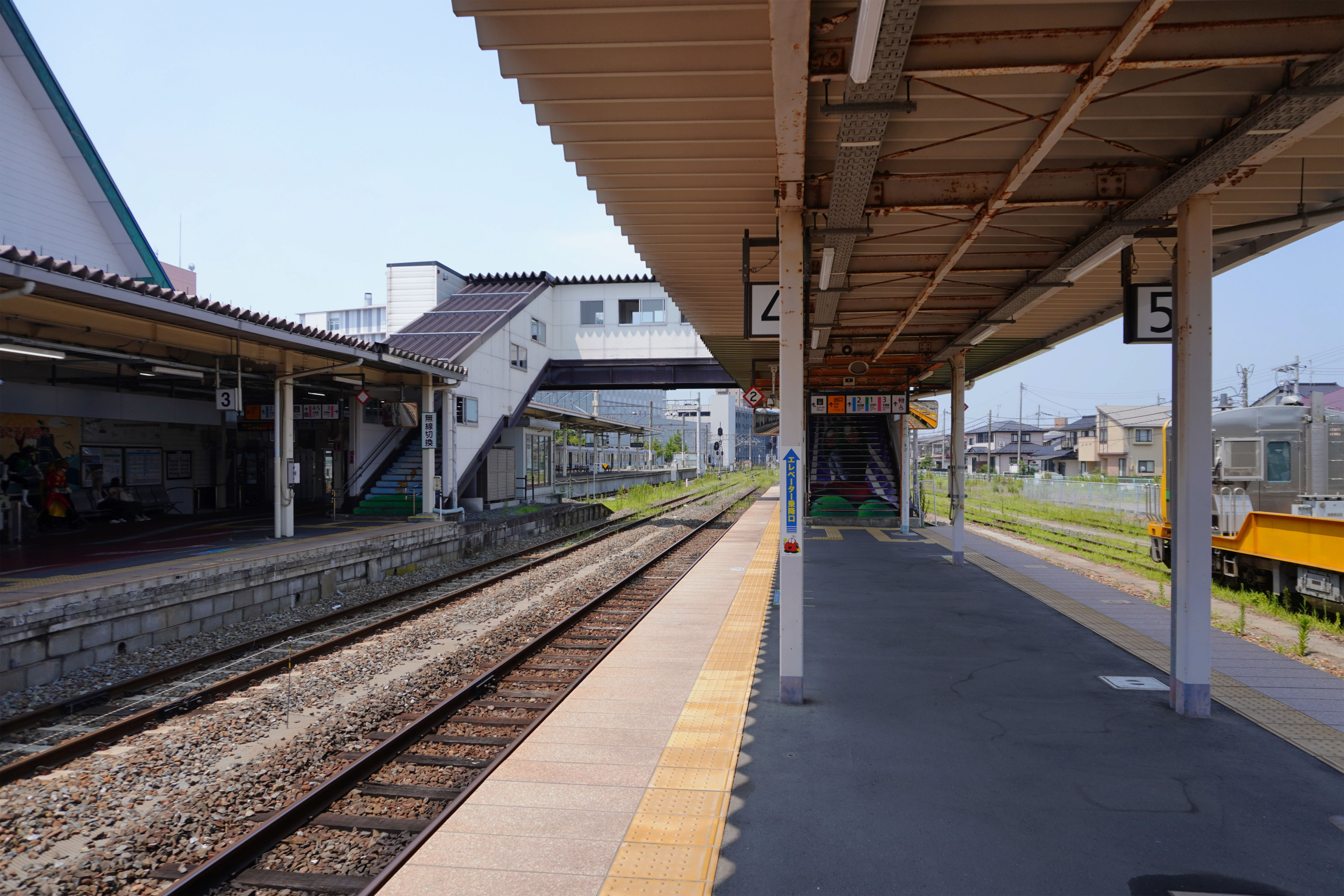
3 - 5番線ホーム（2023年7月）
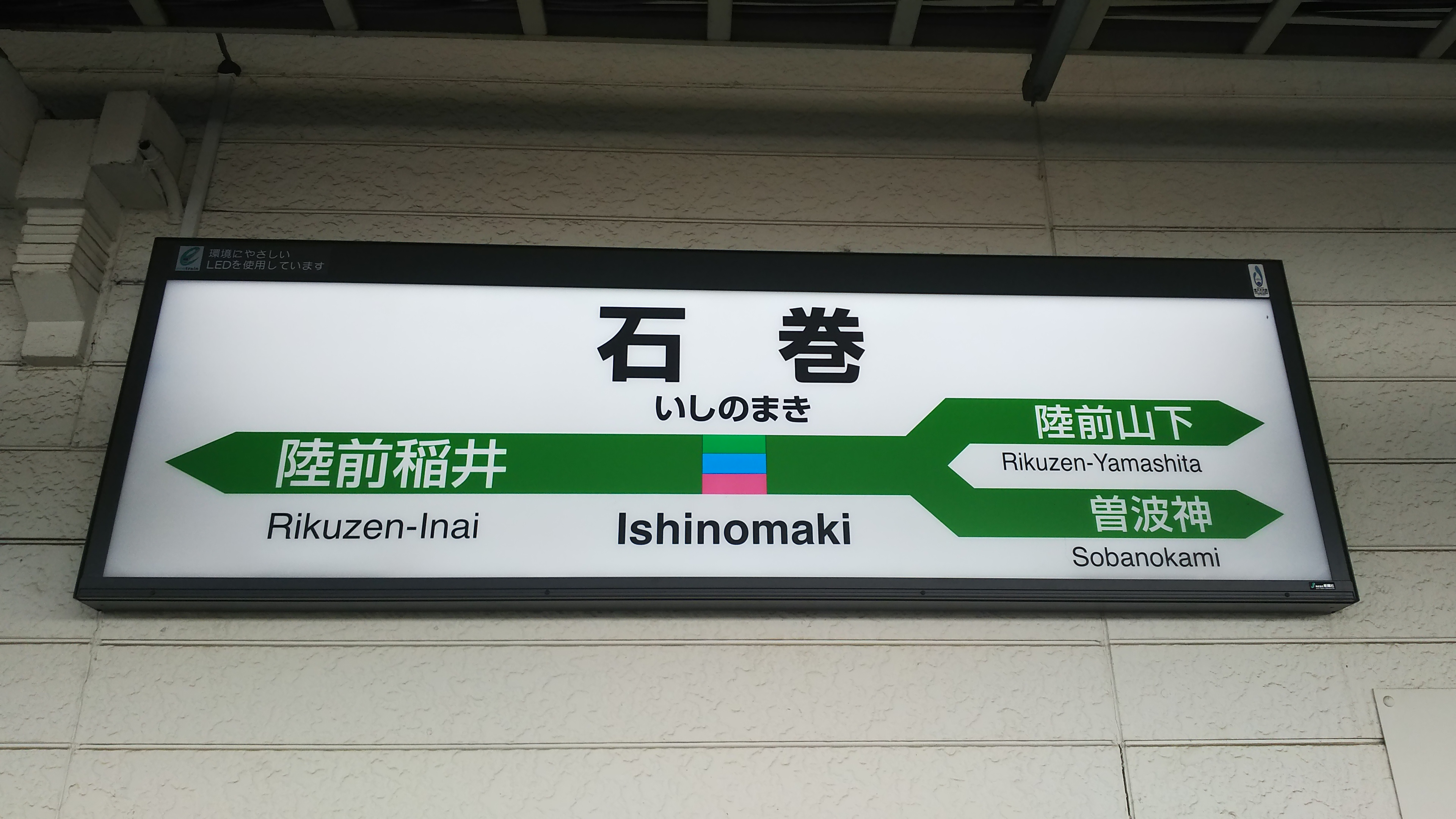
3番線駅名標（2017年4月） 仙石東北ライン列車の直通に伴い、ラインカラーは仙石東北ライン■■と石巻線■の計3色が用いられている。
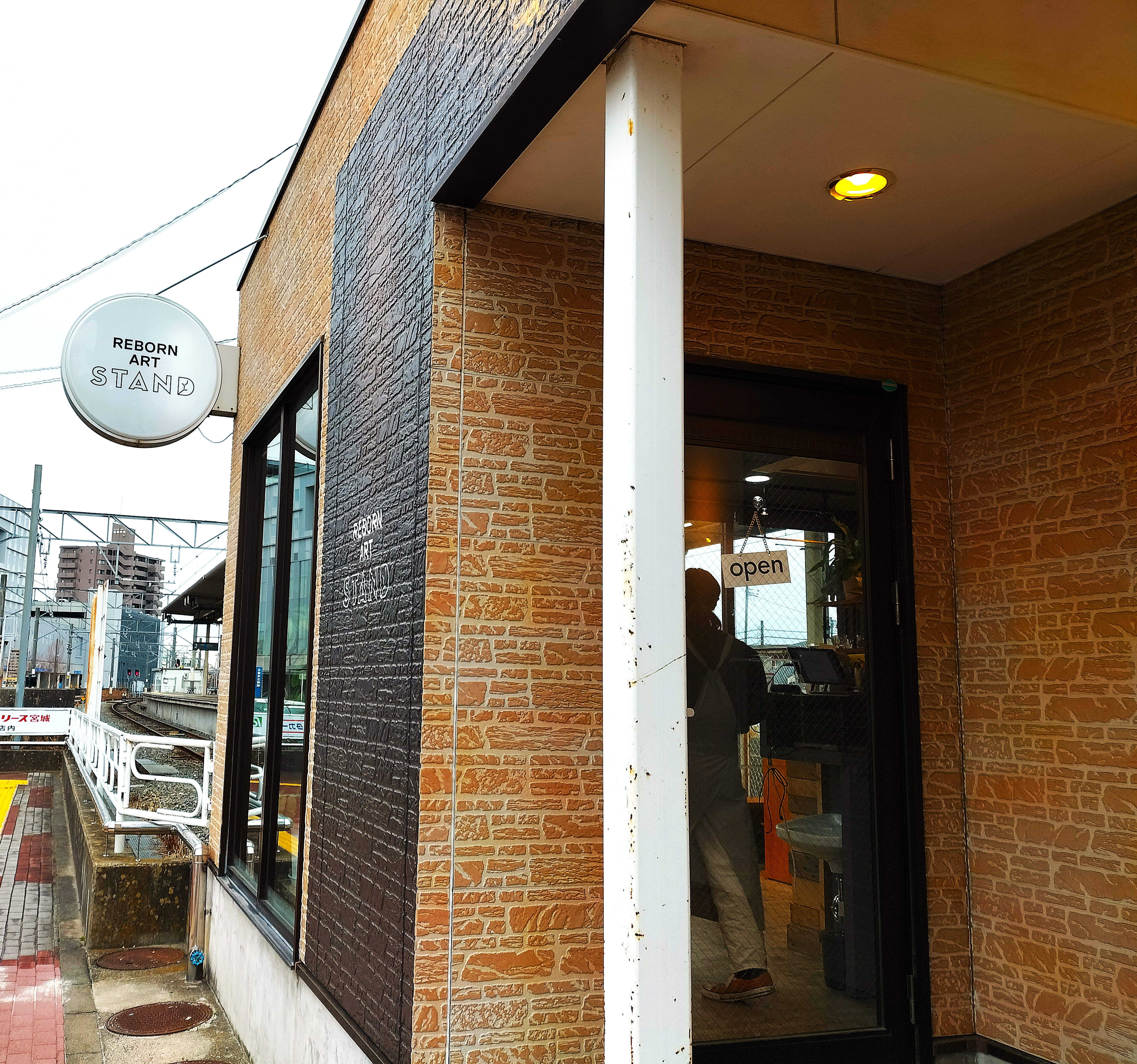
駅構内施設「Reborn-Art STAND」（2024年3月）

## 利用状況
JR東日本によると、2023年度（令和5年度）の1日平均乗車人員は2,720人である。
2000年度（平成12年度）以降の推移は以下のとおりである。
| 1日平均乗車人員推移 | 1日平均乗車人員推移 | 1日平均乗車人員推移 | 1日平均乗車人員推移 | 1日平均乗車人員推移 |
| 年度                | 定期外              | 定期                | 合計                | 出典                |
| ------------------- | ------------------- | ------------------- | ------------------- | ------------------- |
| 2000年（平成12年）  |                     |                     | 5,075               | [ 利用客数 2 ]      |
| 2001年（平成13年）  |                     |                     | 4,914               | [ 利用客数 3 ]      |
| 2002年（平成14年）  |                     |                     | 4,807               | [ 利用客数 4 ]      |
| 2003年（平成15年）  |                     |                     | 4,788               | [ 利用客数 5 ]      |
| 2004年（平成16年）  |                     |                     | 4,703               | [ 利用客数 6 ]      |
| 2005年（平成17年）  |                     |                     | 4,513               | [ 利用客数 7 ]      |
| 2006年（平成18年）  |                     |                     | 4,392               | [ 利用客数 8 ]      |
| 2007年（平成19年）  |                     |                     | 4,197               | [ 利用客数 9 ]      |
| 2008年（平成20年）  |                     |                     | 3,936               | [ 利用客数 10 ]     |
| 2009年（平成21年）  |                     |                     | 3,811               | [ 利用客数 11 ]     |
| 2010年（平成22年）  |                     |                     | 3,627               | [ 利用客数 12 ]     |
| 2011年（平成23年）  | 非公表              | 非公表              | 非公表              |                     |
| 2012年（平成24年）  | 612                 | 1,465               | 2,077               | [ 利用客数 13 ]     |
| 2013年（平成25年）  | 637                 | 1,516               | 2,154               | [ 利用客数 14 ]     |
| 2014年（平成26年）  | 602                 | 1,448               | 2,050               | [ 利用客数 15 ]     |
| 2015年（平成27年）  | 1,159               | 1,846               | 3,005               | [ 利用客数 16 ]     |
| 2016年（平成28年）  | 1,229               | 2,098               | 3,327               | [ 利用客数 17 ]     |
| 2017年（平成29年）  | 1,174               | 2,167               | 3,342               | [ 利用客数 18 ]     |
| 2018年（平成30年）  | 1,121               | 2,121               | 3,243               | [ 利用客数 19 ]     |
| 2019年（令和元年）  | 1,116               | 2,106               | 3,222               | [ 利用客数 20 ]     |
| 2020年（令和02年）  | 625                 | 1,686               | 2,312               | [ 利用客数 21 ]     |
| 2021年（令和03年）  | 696                 | 1,795               | 2,492               | [ 利用客数 22 ]     |
| 2022年（令和04年）  | 842                 | 1,775               | 2,617               | [ 利用客数 23 ]     |
| 2023年（令和05年）  | 953                 | 1,767               | 2,720               | [ 利用客数 1 ]      |

## 駅周辺
- 旧北上川
- 県道33号石巻河北線

### 駅北側
- ミヤコーバス石巻営業所
- 石巻郵便局
- ヨークベニマル石巻中里店
- ヤマト屋書店TSUTAYA中里店
- ドトールコーヒーショップ石巻中里店
- ナリサワ本社
- みやぎ生活協同組合大橋店
- 七十七銀行新中里支店
- 仙台銀行中里支店（震災に伴い、雄勝支店がブランチインブランチ）
- バリュー・ザ・ホテル石巻

### 駅南側
- 石巻市役所（庁舎は旧・さくら野百貨店石巻店）
  - イオン石巻駅前店（市役所庁舎1階に2020年〈令和2年〉4月23日開店）[新聞 5]
- 石巻市立病院
- ミヤコーバス石巻駅前案内所
- 石巻コミュニティ放送
- 石巻警察署石巻駅前交番
- 石巻グランドホテル
- 石巻立町郵便局
- 立町商店街
- 宮城県石巻高等学校
- 石巻市図書館
- 石巻市総合体育館
- 石巻市立桜坂高等学校

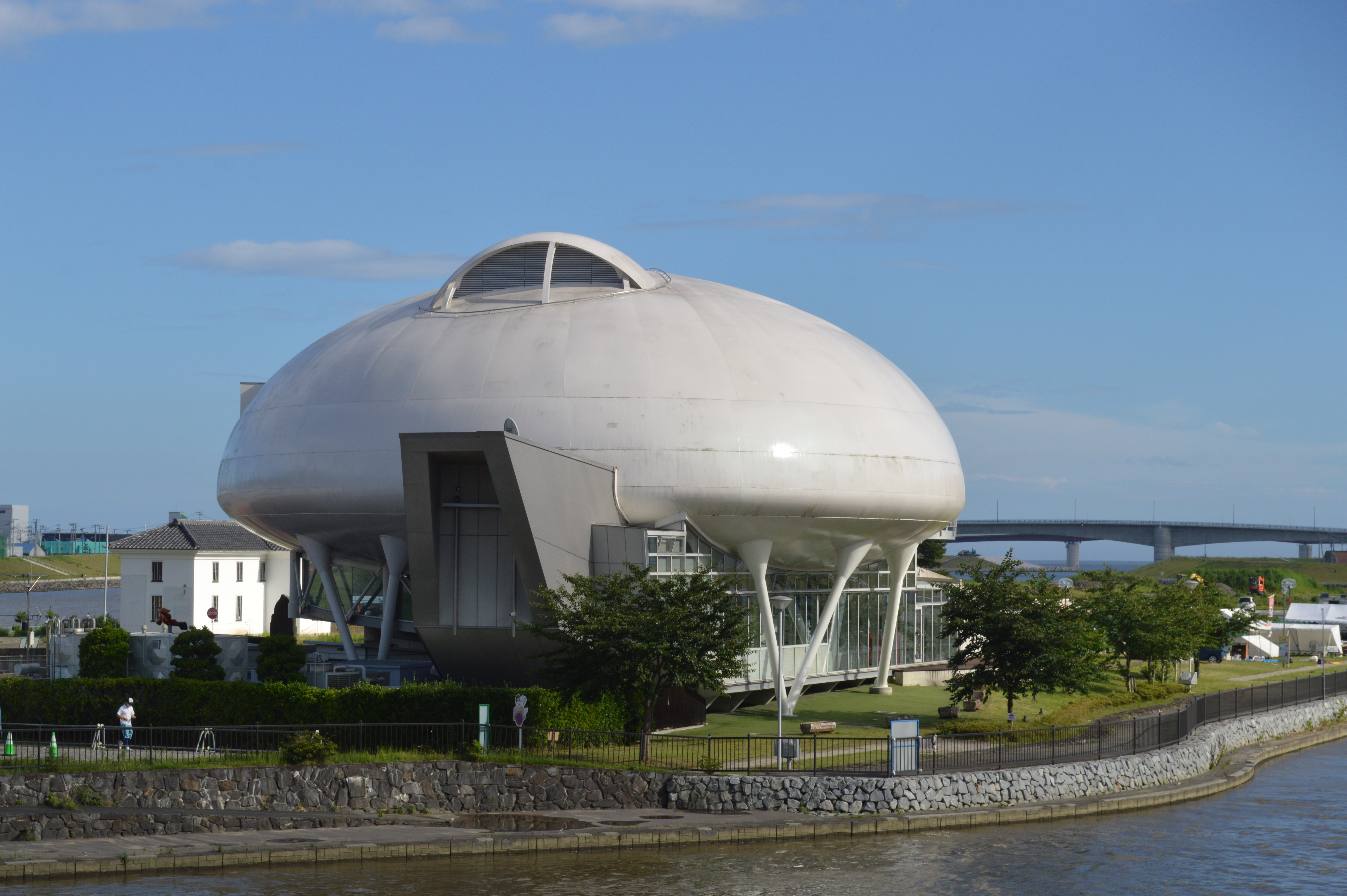
石ノ森萬画館
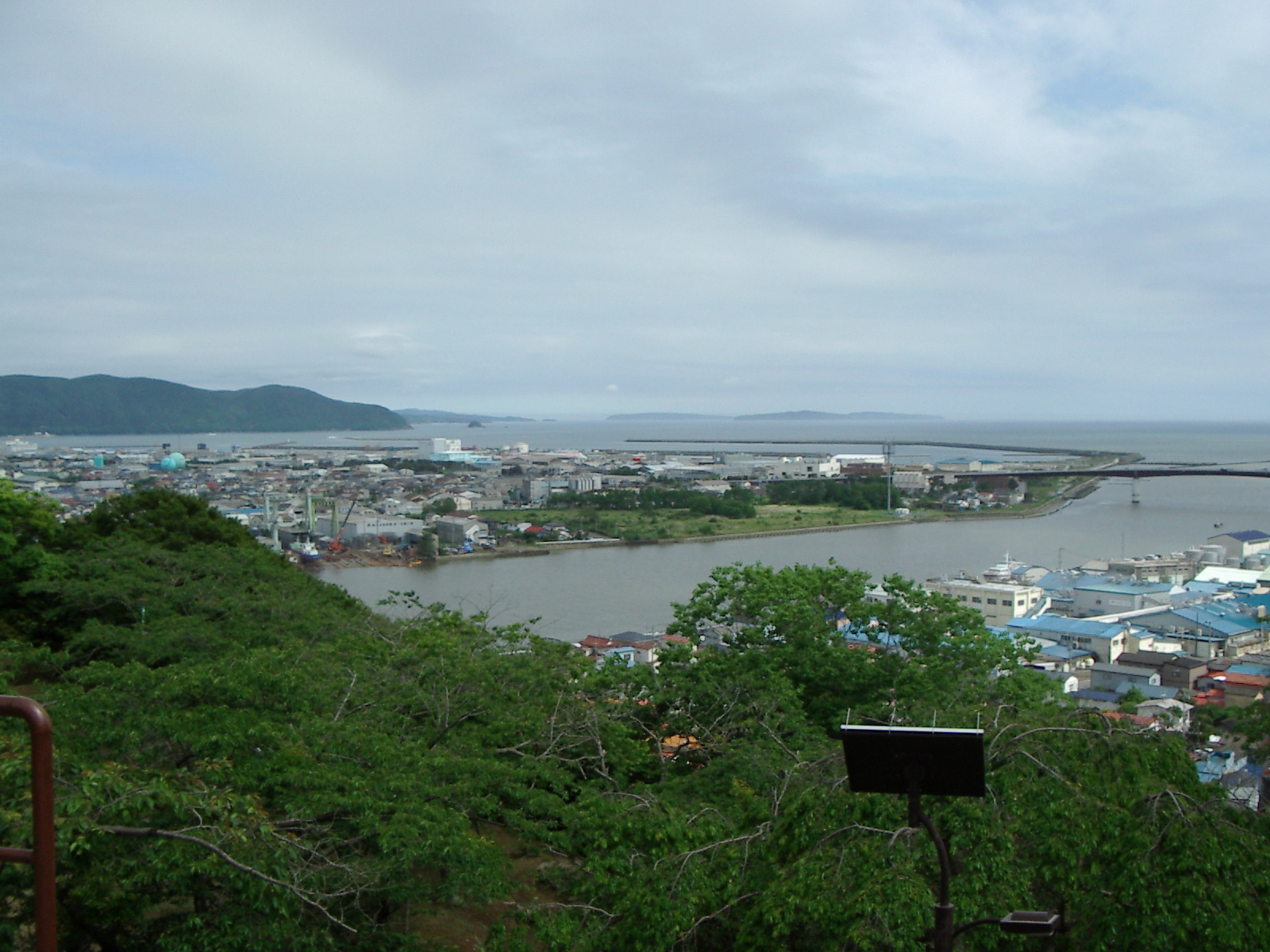
日和山から石巻市街地の眺望

- 日和山 - 山頂に鹿島御児神社が鎮座
- 国道398号
- 県道6号石巻停車場線
- 県道7号石巻港線
- 県道240号石巻女川線
- 石巻マンガロード
- 網地島ライン（石巻 - 田代島 - 網地島 - 鮎川航路）
- レンタサイクル
- 七十七銀行石巻支店
- 仙台銀行石巻支店
- 岩手銀行石巻支店
- 北日本銀行石巻支店
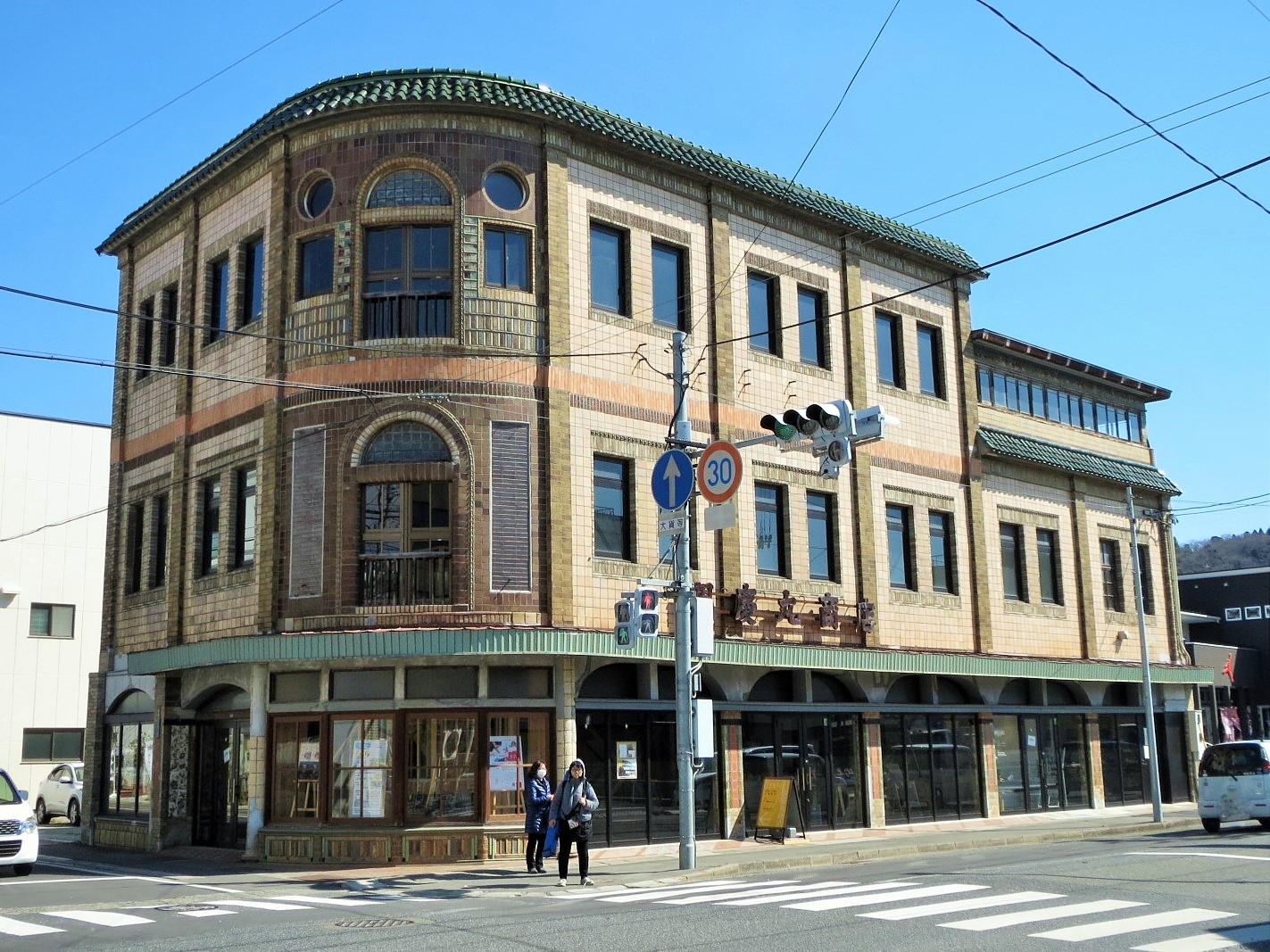
旧観慶丸ビル観慶丸本店
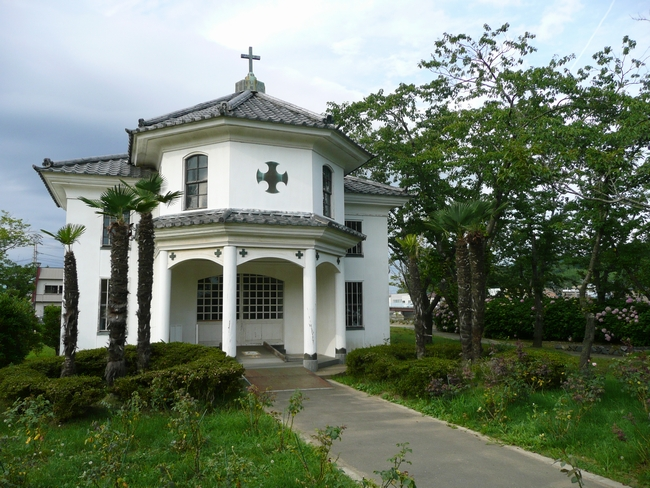
石巻ハリストス正教会聖使徒イオアン聖堂

- 石ノ森萬画館
- 日和山から石巻市街地の眺望
- 旧観慶丸ビル
- 石巻聖ハリストス聖使徒イオアン聖堂

## バス路線
| のりば                              | 運行事業者                     | 系統・行先 | 備考                                                   |
| ----------------------------------- | ------------------------------ | --- | ------------------------------------------------------ |
| ■ 1                                 | －                             | （降車専用） |                                                        |
| ■ 2                                 | - 宮城交通 - 京王バス東        | 広瀬ライナー号：渋谷 |                                                        |
| ■ 2                                 | ミヤコーバス                   | - 鹿妻線・石巻渡波線：イオンスーパーセンター石巻東店 - 女川線：女川運動公園前 - 鮎川線：鮎川港 - 門脇山下線：市内循環（門脇五丁目方面） - 石巻市内周遊線：市内循環（いしのまき元気市場方面） |                                                        |
| ■ 3                                 | ミヤコーバス                   | - 高速「仙台 - 石巻線」：県庁市役所前・東北大学病院前 - 石巻専修大学線：飯野川 |                                                        |
| ■ 4                                 | ミヤコーバス                   | - 石巻免許センター線・石巻日赤線：日赤病院 - 蛇田線：石巻あゆみ野駅南 - 中里線：石巻あゆみ野駅 - 河南線：河南総合支所                                                                        |                                                        |
| ■ 稲井地区乗合タクシー 「いない号」 | 稲井地域乗合タクシー運行協議会 | 高木線・真野金山線：水沼 |                                                        |
| ■ 荻浜地区住民バス                  | 荻浜地区住民バス運行協議会     | 福貴浦 |                                                        |
| ■ -                                 | 桜交通                         | キラキラ号：バスタ新宿・横浜駅東口・海老名 | 駅前ロータリーではなく、七十七銀行石巻支店裏通りに発着 |

## 隣の駅
東日本旅客鉄道（JR東日本）
■石巻線
■普通
曽波神駅 - 石巻駅 - 陸前稲井駅
■仙石線
■普通
陸前山下駅 - 石巻駅
■■仙石東北ライン
■特別快速
矢本駅 - 石巻駅
■快速（赤快速）
陸前山下駅 - 石巻駅 - 陸前稲井駅
■快速（緑快速）
陸前山下駅 - 石巻駅

### 記事本文